# Klootch Canyon
Klootch Canyon är en kanjon i Kanada.   Den ligger i provinsen British Columbia, i den centrala delen av landet, 3 800 km väster om huvudstaden Ottawa. Klootch Canyon ligger 195 meter över havet.
Terrängen runt Klootch Canyon är bergig åt nordost, men åt sydväst är den kuperad. Klootch Canyon ligger nere i en dal som går i nord-sydlig riktning.Trakten runt Klootch Canyon är nära nog obefolkad, med mindre än två invånare per kvadratkilometer..
I omgivningarna runt Klootch Canyon växer i huvudsak barrskog.